# 小田原市立国府津小学校
小田原市立国府津小学校（おだわらしりつ こうづしょうがっこう）は、神奈川県小田原市国府津にある市立小学校。

## 概要
小田原市内では、最も初期に創設された小学校のひとつであり、歴史が古い。また、規模の上でも、市内最大の小学校である。
1960年代半ばには、集合論の小学校教育への導入に先立って、全国で3校選ばれた研究校のひとつに指定された。

## 沿革

### 経緯
小田原市立国府津小学校は、前川小学校からの分離独立により、国府津小学校として設立された後、1892年と1909年に校地を移転し、1924年に現校地へ移った。第二次世界大戦降伏後の学制改革によって、国府津町立国府津小学校となり、1954年12月には国府津町と小田原市の合併により小田原市立国府津小学校となった。

### 年表
- 1873年 - 学制発布により、周辺3村が合同で、当時の前川村に小学崇広館を設け、これが後に前川小学校と改称した[1]。
- その後、国府津の光明寺に分校が置かれた[1]。
- 1886年2月 - 分校を前川小学校から分離独立して、国府津小学校を開設[3]。
- 1924年9月 - 現校地へ移転[3]。
- 1947年4月 - 学制改革により国府津町立国府津小学校となる[3]。
- 1954年12月 - 国府津町と小田原市の合併により小田原市立国府津小学校となる[3]。
- 1997年1月 - 校服を廃止[3]。

## 教育方針
- 学校教育目標：生きる力 『学んで考える・思いやって助け合う・鍛えて伸びる』 の育成―（知・徳・体の調和）[8]

## 学校行事
教育相談は、全家庭を対象とする7月のものに加え、希望者を対象として12月にも行なわれる。
また、卒業式には1、2年生は参加しない。
| - 4月 入学式、対面式、健康診断、1年生を迎える会 - 5月 春の遠足 - 6月 プール開き | - 7月 全家庭を対象とする教育相談 | - 10月 前期終業式、後期始業式、運動会 - 11月 芸術鑑賞会 | - 1月 書き初め会 - 2月 開校記念日、6年生を送る会 - 3月 卒業式、修了式 |

## 通学区域
- 小田原市[10]。
  - 国府津1丁目から3丁目
  - 国府津4丁目（1番地1号を除く）
  - 国府津5丁目1番地から6番地、および、8番地1号
  - 国府津
  - 田島
  - 小八幡3丁目7番地51号から55号
  - 小八幡4丁目1番地、および、10番地1号から8号
  - 小八幡

## 進学先中学校
- 小田原市立国府津中学校

## 学区内の主な施設
- 国府津駅前郵便局
- 横浜銀行国府津支店
- さがみ信用金庫国府津支店
- 小田原市立国府津中学校
- 国府津保育園
- 桃重保育園
- 石塚保育園
- 国府津病院
- 山近記念総合病院
- ライオン小田原工場
- スーパービバホーム小田原国府津店
- ワークマン小田原国府津店
- ユーコープ国府津店
- ウエルシア小田原国府津店
- クリエイトSD小田原小八幡店
- ファミリーマート小田原国府津店
- セブンイレブン小田原国府津北店
- ローソン小田原国府津二丁目店
- ローソンLTF国府津岡店
- 吉野家1号線国府津インター店

## アクセス
- 国府津駅から箱根登山バス、シティモール北・ダイナシティ・矢作経由「鴨宮駅行」に乗り、「国府津小学校前」下車

## 著名な出身者
- 朝比奈隆（指揮者） - 一時在籍、その後小田原市立新玉小学校へ転校。
- 松下祐樹 - 陸上競技選手、順天堂大学OB（400mハードル）
- 佐々木奈保美 - 衆議院議員